# 貝爾蒙特鎮區 (堪薩斯州菲利普斯縣)
貝爾蒙特鎮區（英語：Belmont Township）為美國堪薩斯州菲利普斯縣轄下的鎮區。2010年美国人口普查中該鎮區人口有90人。

## 地理
貝爾蒙特鎮區涵蓋總面積為93.16平方（35.97平方英里）。

## 人口統計
根據2010年美國人口普查，貝爾蒙特鎮區人口有90人，住房57戶，人口密度為0.57人/每平方公里。此鎮區居民之種族中，白人佔94.44%，非裔美國人佔0%，美洲原住民佔0%，亞裔美國人佔0%，太平洋島裔美國人佔0%，其他種族佔3.33%，混血種族則佔2.22%。而西班牙裔或拉丁裔美國人佔此鎮區人口的7.78%。

## 交通

### 主要公路
- 9號堪薩斯州州道